# Fond (stiftelse)
 For alternative betydninger, se Fond. (Se også artikler, som begynder med Fond)
En (eller et) fond er en selvejende institution, ofte stiftet ved testamente. I henhold til dansk lovgivning har betegnelserne fond, legat, stiftelse og selvejende institution samme juridiske indhold.[kilde mangler]
En fond er en juridisk person, der selvstændigt kan opnå rettigheder og indgå forpligtelser, og er uden ejere – dvs. at den er selvejende. Ingen juridisk eller fysisk person har ejendomsret til fondens formue. Fondens midler kan aldrig gå tilbage til fondens stifter. Fonde administrerer således en kapital, som er doneret, afsat eller opsparet til uddeling til bestemte, typisk velgørende formål eller til driften af en erhvervsvirksomhed.
Fond kan have rettigheder og forpligtelser. Fonden er defineret ved sin fundats, som beskriver dens organisering, formål og virkemidler. Den har en bestyrelse, der varetager dens interesse og disponerer over dens formue i henhold til fundatsen.
I den danske lovgivning skelnes mellem erhvervsdrivende fonde eller ikke-erhvervsdrivende fonde. Såfremt en fond producerer varer eller tjenesteydelser, sælger eller udlejer fast ejendom, eller hvis den ejer eller har bestemmende indflydelse over en erhvervsvirksomhed er en fond som udgangspunkt erhvervsdrivende.
En af verdens ældste erhvervsdrivende fonde er Carlsbergfondet.
Mange fonde uddeler legater til f.eks. støtte af studium eller forskningsaktiviteter. En fond, der kalder sig et legat, vil derfor typisk i højere grad støtte enkeltindividers aktiviteter (jf. studielegat, rejselegat), men betegnelserne bliver brugt i flæng, og det er fundatsen, der specificerer hvilke samfundsgrupper, der kan modtage støtte.

## Eksempler på fonde
Blandt verdens største fonde er den engelske Wellcome Trust der ved grundlæggelsen i 1936 baserede sig på Sir Henry Wellcomes formue som han opnåede gennem sit farmaceutiske firma.
Fondet støtter sundhedvidenskabelig forskning og har en betydelig indflydelse i Storbritannien. Blandt andet gennem den delvise finansiering af det menneskelige genomprojekt udført på Wellcome Trust Sanger Institute.
I 2005 gav de 486 millioner engelsk pund.
En anden stor fond er Bill & Melinda Gates fonden — en amerikansk fond der bl.a. støtter forskning i malaria. For eksempel er et malariavaccineinitiativ støttet med over 1 milliard kroner , mens et andet vaccine-program er støttet med 1,5 milliarder amerikanske dollars. I 2006 havde fonden en formue på 29,1 milliarder amerikanske dollars .
Den nederlandske fond Stichting Ingka Foundation, der står bag IKEA, har været anset som verdenens største fond.
Fonden giver tilsyneladende forholdsvis få donationer, og IKEA gruppens selskabskonstruktion er beskrevet af The Economist i forbindelse med IKEA's bestræbelser på at undgå at betale skat.

## Erhvervsdrivende fonde i Danmark
En fond, der har erhvervsaktiviteter, betegnes i Danmark som en erhvervsdrivende fond og reguleres af lov om erhvervsdrivende fonde.
Flere betydende danske virksomheder er i dag helt eller delvist fondsejede (Grundfos, A.P. Møller-Mærsk, Novo Nordisk, Carlsberg m.fl.).
Lovgivningsmæssigt er der klare definitioner af, hvad fonde er. Stiftelse af en erhvervsdrivende fond sker efter en række fastsatte regler i lov om erhvervsdrivende fonde. Ét af formålene vedrørende selve stiftelsen er at sikre, at stiftelsen er reel, dvs. at kapitalen i den stiftede fond er effektivt udskilt fra stifteren, hvorved stifteren effektivt er afskåret fra råderetten over det tilførte. Til stiftelse af en fond kræves en grundkapital på mindst DKK 300.000. En erhvervsdrivende fond skal på samme måde som et selskab have en ledelse. Grundlæggende gælder, at enhver erhvervsdrivende fond skal have en bestyrelse, mens det er frivilligt at have en direktion.